# Tolpia alexmadseni
Tolpia alexmadseni là một loài bướm đêm thuộc họ Erebidae. Nó được tìm thấy ở miền bắc Sumatra.
Sải cánh dài 13–15 mm. Cánh dưới nâu tối và phía dưới nâu đồng nhất.